# Gugs
Les Gugs sont des créatures imaginaires, présentes dans la nouvelle La Quête onirique de Kadath l'inconnue de H. P. Lovecraft, écrite en 1927 et publiée de manière posthume en 1943.
Dans cette nouvelle, le protagoniste Randolph Carter, rêve d'une cité magnifique, mais se réveille avant de pouvoir l'approcher. Carter évoque les dieux du rêve afin de leur demander de la lui révéler, mais ses rêves s'arrêtent. Il décide alors de se rendre à Kadath, cité où personne n'est jamais allé. C'est au cours de ce voyage qu'il rencontre les Gugs (ainsi que d'autres créatures fantastiques telles les goules, les vampires, des créatures lunaires…).
Pour ce qui est de leurs aspect physique, H. P. Lovecraft en fait, par la bouche de Randolph Carter, une description fort précise. Les Gugs sont dépeints comme des créatures poilues et gigantesques (6 m de haut). Ils ont des pattes larges de 75 cm, munies de griffes formidables. Ils possèdent deux immenses bras couverts de fourrure noire, auxquels les deux pattes se rattachent par de courts avant-bras. Leur tête en forme de barrique est munie de deux yeux roses saillant de cinq centimètres de chaque côté du crâne. Ces yeux sont abrités par des protubérances osseuses hérissées de poils rudes. Cette tête présente une bouche verticale, garnie d'immenses crocs jaunes.
Concernant leur origine, on apprend que les Gugs furent exilés dans des cavernes inférieures par les dieux de la Terre, car ils dressaient des cercles de pierres pour y pratiquer des sacrifices aux Autres Dieux et à Nyarlathotep.
Les Gugs dressent des sépultures à leurs morts et possèdent une cité, on peut en conclure que ce ne sont pas de simples animaux, mais des êtres doués de raison. Paradoxalement, les Gugs sont nécrophages : « le cadavre d’un Gug enterré suffit à la consommation annuelle d’une communauté ».
Enfin, les Gugs sont muets, et ne communiquent que par expressions faciales. Ils ont l'ouïe extrêmement fine.